# 독도법
독도법이란 지도가 표시하고 있는 내용을 해독하는 것이다.
이때 좌표도 그에 해당하는데 주로 6계단 좌표와 8계단 좌표를 이용한다. 숫자가 높아질수록 더욱 정밀한 좌표측정이 가능하다. GPS의 경우 10계단 좌표를 제공한다. 영어 표현은(number-digit grid)이다.